# ترنجان مخزني
التربخان أو التُّرُنجان المخزني أو المليسة المخزنية أو الحبق الترنجاني أو بقلة الضب أو ريحان ليموني أو الحبق التُّرُنجاني أو الريحان الترنجاني أو البقلة الأُترجية أو مُفَرّح قلب المحزون أو حشيشة السّنور أو خشيشة السنانير أو بلسم الليمون أو تربخان (الاسم العلمي: Melissa officinalis) هو نوع نباتي عشبي معمّر يتبع جنس المليسة من فصيلة الشفوية. هو عشب معمر له ساق مربعة، له أزهار بيضاء وأحياناً قرمزية وتحتوي الثمرة على أربع بذور وتحتوي العشبة عامة على زيت طيار. ينمو طبيعياً في جنوب أوروبا وحوض البحر الأبيض المتوسط. يصل طول نبات الترنجان إلى 70-150 سم. تعطي أوراقه رائحة لطيفة تشبه رائحة الليمون وقريبة من النعنع. في نهاية الصيف، تظهر على النبات أزهار بيضاء صغيرة مليئة بالرحيق تجذب النحل، ومن هنا أتى اسم الجنس في هذا النبات (باليونانية: Melissa)‏ من (اللغة الإغريقية ويعني 'نحل العسل').
تأتي النكهة المميزة للنبات من احتوائه على مركبات (terpenes citronellal، citronellol، citral و geraniol).

## تسميات
حشيشة النحل، ترنجان، حبق ترنجاني، مليسا (وهو اسم اغريقي يعني عسل النحل)، بلسم الليمون (بالإنجليزية: lemon balm)‏.
يجب الانتباه إلى أن الاسم مليسة يطلق في الوطن العربي خطأً على شجرة الليبيا (باللاتينية: Lippia citriodora) وهي نبات آخر تماماً ينتمي إلى الفصيلة اللويزية (باللاتينية: Verbenaceae).

## الزراعة
يزرع هذا النبات بسهولة في المناطق ذات الاحتمالية 4 إلى تسعة حسب تصنيف وزارة الزراعة في الولايات المتحدة الأمريكية. في المنطقة 4، يحتاج النبات إلى تربة ممهدة جيدة الصرف ورملية. وفي المنطقة 7، يمكن حصاده عند نهاية تشرين الثاني. يفضل هذا النبات التعرض للإشعاع الشمسي المباشر ولكنه مع ذلك يتحمل الظل بدرجةٍ متوسطة، أكثر من معظم الأعشاب. في المناخات الجافة، ينمو هذا النبات بشكل أفضل في الأماكن نصف الظلية. ومن السهل زراعة هذا النبات في أوعية داخل البيت.
يمكن إكثار النبات خضرياً أو بذرياً. في المناخات المعتدلة تموت ساق النبات في بداية الشتاء، ثم تنمو ثانيةً في الربيع. يمكن إكثار النبات بسهولة عن طريق العقل الساقية بعد وضعها في الماء، أو بالبذور. يتكاثر في الظروف المثالية بشكلٍ كبير مما يجعله عشباً ضاراً.

## الاستخدامات

### مُنكه
يستعمل نبات الترنجان غالباً كمنكه في المثلجات والشاي المصنوع من الأعشاب ساخناً كان أم مجمداً، وغالباً ما يستعمل بمرافقة أعشاب أخرى كالنعنع. ومن الشائع أيضاً إرفاق هذا النبات مع أطباق الفواكه أو الحلويات.

### استخدامات طبيّة
تستعمل الأوراق المسحوقة، عند دهنها على الجلد، كطاردٍ للبعوض. يستعمل الترنجان طبياً على شاكلة شايٍ عشبي، أو بشكل خلاصة. يُعتَقَد بأنه يحوي مواد مضادة للبكتريا وموادً مضادة للفيروسات (فعّال ضد مرض herpes simplex)، ويستعمل أيضاً كمهدئ أو مسكن لطيف. أظهرت دراسة واحدة على الأقل بأن الترنجان فعّال في تخفيض التوتر، مع أن مؤلفي الدراسة اقترحوا إجراء المزيد من الأبحاث.
تم إثبات خواصه المضادة للبكتريا أيضاً بالبحث العلمي، بالرغم من أن هذه الخواص كانت أضعف من العديد من النباتات الأخرى التي دُرست.
الزيت العطري المستخرج من نبات الترنجان شهيرٌ جداً في مجال المعالجة بالزيوت العطرية. وغالباً ما يتم تقطير هذا الزيت بالمرافقة مع زيت الليمون، (زيت السيترونيلا) أو مع زيوت أخرى.
تستعمل الأوراق لعلاج حالات التوتر والاكتئاب والقلق واضطرابات النوم الخفيفة إلى المتوسطة. ولمستخرج هذا النبات خاصية مضادة لبعض أنواع البكتيريا المقاومة للمضادات الحيوية.

### تحذير
يجب تفادي أخذ نبات الترنجان من قبل الأشخاص الذين يتعاطون أدوية دَرَقيّة (كالثيروكسين مثلاً) لأن النبات يمنع امتصاص الدواء كما هو معتقد.
على الرغم من الاستخدام الطبي الشعبي الواسع، فإن زيت الترنجان قد مُنع من قبل اتحاد العطور العالمي (IFRA) في التعديل الثاني والأربعين.

## التركيب الكيميائي
يحوي الترنجان مادة الأوجينول التي تقتل البكتريا والتي ثَبَتَ أنها تهدئ العضلات وتخدر الأنسجة. ويحوي أيضاً مواد دباغية (تانينات) تسهم في فعاليته المضادة للفيروسات، إضافةً إلى التيربينات التي تضيف له التأثيرات المسكنة.

## صور

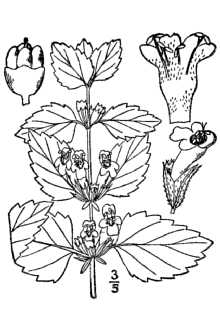
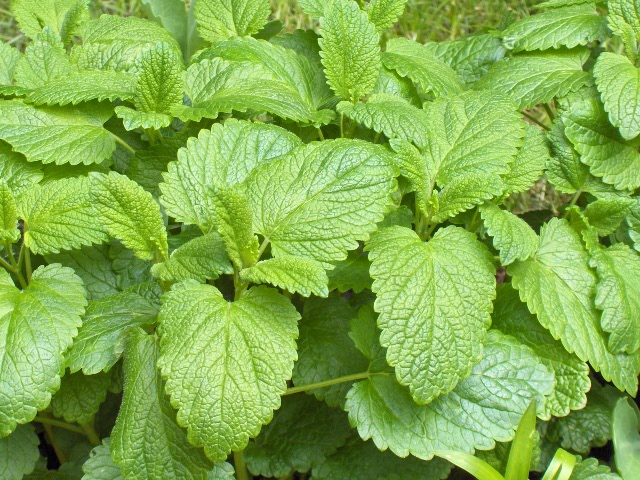
أوراق
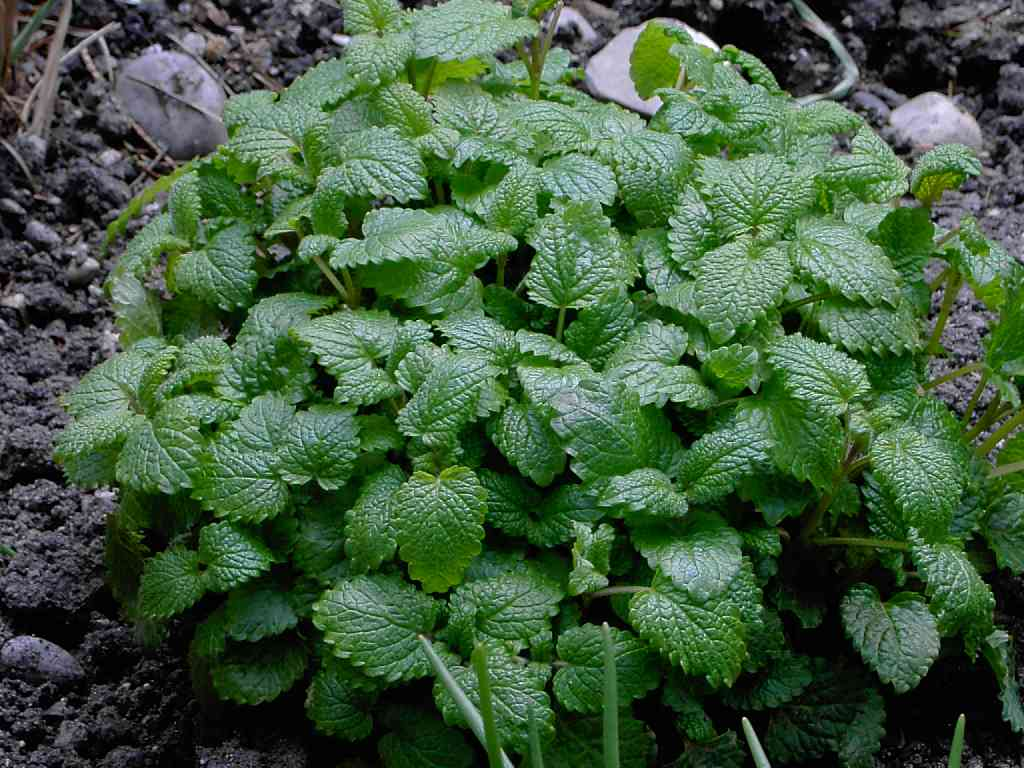
أوراق